# Macrostylis magnifica
Macrostylis magnifica là một loài chân đều trong họ Macrostylidae. Loài này được Wolff miêu tả khoa học năm 1962.